# Cellule interministérielle de négociation
 (février 2022).
La mise en forme du texte ne suit pas les recommandations de Wikipédia : il faut le « wikifier ».
Les points d'amélioration suivants sont les cas les plus fréquents. Le détail des points à revoir est peut-être précisé sur la page de discussion.
- Les titres sont pré-formatés par le logiciel. Ils ne sont ni en capitales, ni en gras.
- Le texte ne doit pas être écrit en capitales (les noms de famille non plus), ni en gras, ni en italique, ni en « petit »…
- Le gras n'est utilisé que pour surligner le titre de l'article dans l'introduction, une seule fois.
- L'italique est rarement utilisé : mots en langue étrangère, titres d'œuvres, noms de bateaux, etc.
- Les citations ne sont pas en italique mais en corps de texte normal. Elles sont entourées par des guillemets français : « et ».
- Les listes à puces sont à éviter, des paragraphes rédigés étant largement préférés. Les tableaux sont à réserver à la présentation de données structurées (résultats, etc.).
- Les appels de note de bas de page (petits chiffres en exposant, introduits par l'outil «  Source ») sont à placer entre la fin de phrase et le point final[comme ça].
- Les liens internes (vers d'autres articles de Wikipédia) sont à choisir avec parcimonie. Créez des liens vers des articles approfondissant le sujet. Les termes génériques sans rapport avec le sujet sont à éviter, ainsi que les répétitions de liens vers un même terme.
- Les liens externes sont à placer uniquement dans une section « Liens externes », à la fin de l'article. Ces liens sont à choisir avec parcimonie suivant les règles définies. Si un lien sert de source à l'article, son insertion dans le texte est à faire par les notes de bas de page.
- La présentation des références doit suivre les conventions bibliographiques. Il est recommandé d'utiliser les modèles {{Ouvrage}}, {{Chapitre}}, {{Article}}, {{Lien web}} et/ou {{Bibliographie}}. Le mode d'édition visuel peut mettre en forme automatiquement les références.
- Insérer une infobox (cadre d'informations à droite) n'est pas obligatoire pour parachever la mise en page.

Pour une aide détaillée, merci de consulter Aide:Wikification.
Si vous pensez que ces points ont été résolus, vous pouvez retirer ce bandeau et améliorer la mise en forme d'un autre article.
La Cellule interministérielle de négociation (CIN) a été fondée en 2006 à l’initiative des ministères français des Affaires étrangères et de l’intérieur. Elle est initialement cocréée et dirigée par le colonel de gendarmerie Franck Chaix et par le commandant de police Christophe Caupenne. À l’origine, la CIN est créée pour gérer les enlèvements contre rançon, les enlèvements mafieux et crapuleux. La cellule n’est en revanche pas chargée des enlèvements politiques ou terroristes, qui sont du ressort de la Direction générale de la sécurité extérieure (DGSE).
Cette cellule repose sur la coopération des négociateurs de situation de crise du GIGN et du RAID. Un protocole a été établi et permet aux ambassades à travers le monde de faire appel, sur instruction du ministre des Affaires étrangères, à cette cellule en cas d'enlèvement d’un Français.

## Histoire
Créée en 2006, la CIN est en réalité née trois ans auparavant, lors d'un séminaire de l'International Negociation Working Group, un réseau de négociateurs du monde entier conçu et piloté par le FBI auquel seulement deux Français, venant de deux unités d’intervention, participent : le colonel Franck Chaix, du GIGN (Gendarmerie), et le commandant de police Christophe Caupenne du RAID (Police).
Au cours de leurs échanges, les deux hommes reviennent sur une affaire d’enlèvement à l’étranger : en 2003, après une quarantaine de jours de détention, la police vénézuélienne donnait l'assaut pour libérer Stéphanie Minana, une étudiante de 24 ans pour qui les ravisseurs réclamaient plusieurs millions de dollars.
Ils constatent le manque d’une structure capable de gérer ce genre d’enlèvement, de sa commission à son issue. "Pourtant, sur place, l'attaché de sécurité [le policier en détachement à l'ambassade de France au Venezuela] a fait ce qu'il a pu, a déclaré le colonel Franck Chaix à FranceInfo, mais nous avons cette idée qu'il y a un vide à combler."
Le ministère des Affaires étrangères, compétent pour les enlèvements de ressortissants français à l'étranger par l’action de son sous-directeur de la sécurité des personnes, M. Gilles Hubersson, de la Direction des Français à l’Etranger (DFAE) de 2006 à 2009 pérennisera la mise en place.
Depuis sa création, la cellule a été active 22 fois notamment au Sénégal, au Yémen, en Haïti, en Côte d’Ivoire ou encore au Venezuela.

## Composition
La CIN dépend de la Direction des Français à l'étranger (DFAE) et est composée de négociateurs du GIGN, unité d’élite de la Gendarmerie nationale française et de négociateurs du RAID, unité d’élite de la Police nationale française.

### Les négociateurs du GIGN
Le GIGN compte douze négociateurs dans sa Force d’intervention qui sont issus des sections opérationnelles. Il existe plusieurs qualifications pour les négociateurs du GIGN : QNC1 (négociateur assistant), QNC2 (négociateur principal) et QNC3 (expert). Les futurs négociateurs sont détectés parmi les jeunes opérationnels de la Force intervention. Pour atteindre le premier niveau, ils doivent passer des tests et entretiens ainsi qu’une formation interne de 15 jours avant de pouvoir atteindre la QNC1 en moyenne après 3 ans. Le même délai est nécessaire pour obtenir la QNC2. Pour la QNC3, il faut une dizaine d’années, la rédaction d’un mémoire et des engagements auprès de la CIN .
Une fois ces épreuves passées, les négociateurs peuvent rejoindre l’une des quatre sections d’intervention du GIGN.
Au sein du GIGN, il existe également une cellule nationale de négociation qui est composée de quatre négociateurs à temps complet qui, en plus de leurs engagements opérationnels, sont chargés du recrutement et de la formation des négociateurs du GIGN et des négociateurs régionaux, à savoir 296 gendarmes répartis sur l'ensemble du territoire, qui interviennent sur des situations de faible ou de moyenne intensité. Ils restent avant tout des gendarmes, et n’interviennent en négociation qu’en cas de besoin ponctuel .

### Les négociateurs du RAID
La cellule de négociation du RAID compte un psychologue et sept policiers qui proviennent de divers horizons : sécurité publique, police judiciaire, BAC, etc. Ils sont recrutés à la suite de tests de sélection et après avoir suivi une formation à la négociation. Ils suivent ensuite une formation en interne sous la direction des experts du RAID et sont mis en situation à l’occasion d’exercices organisés par le RAID. Des négociateurs sont présents à chaque intervention du RAID, ils sont au moins deux sur place. D’autres négociateurs peuvent rester en base arrière pour rechercher plus de renseignements. Les négociateurs vont travailler sur le profil de la personne à interpeller et ses motivations. 
La cellule de négociation du RAID est également chargée de recruter et de former les négociateurs de la Force d’Intervention de la Police Nationale (FIPN) .

## Missions
Les négociateurs du GIGN et les négociateurs du RAID forment donc la CIN lorsqu’ils collaborent dans le cadre du kidnapping d’un ressortissant français pour des raisons qui ne sont ni politiques, ni terroristes.
Le centre de crise du ministère des Affaires étrangères, qui fonctionne 24 heures sur 24 grâce à 50 agents, collabore avec les ministères des pays concernés par la prise d’otage et met en activité soit la CIN dans le cas d’un pays en paix, soit la DGSE si le pays en question est un pays en guerre .
L’objectif de la cellule est d’obtenir une résolution pacifique de la crise en sauvant la vie des otages et en obtenant la reddition de l’auteur. Une fois la CIN envoyée sur place, elle devra dans un premier temps réussir à identifier le ravisseur, puis essayer d’obtenir une preuve de vie des otages, ”la première chose que nous demandons, explique Franck Chaix à France Info, c’est une preuve de vie, cela se produit régulièrement au fur et à mesure des négociations, et ensuite, on garde toujours les choses aussi calmes que possible ». Les négociateurs vont devoir dresser le profil de l’auteur, ses motivations. Ils envisagent tous les scénarios possibles, prennent en compte le terrain et prennent contact avec les autorités locales, puis mettent en place un plan et décide de l’approche qui doit être faite sur le terrain comme à l’international. Ils vont décider s’il faut rester discret ou communiquer autour de l’enlèvement. 
Une fois le plan établi, le négociateur peut passer à l’action et entrer en relation avec l’auteur des faits. Franck Chaix a confié à France Info : « Quand on prend contact avec les ravisseurs, on parle toujours de l’otage en l’appelant par son prénom. Notre but est d’humaniser l’otage. ». Dans près de 80% des cas, l’intervention des négociateurs se termine par une reddition volontaire . Toutefois, en parallèle de ces négociations, les équipes du RAID et du GIGN travaillent avec les forces d’interventions locales pour être prêt à l’éventualité d’une libération forcée.

## Interventions connues
La CIN a réalisé 22 interventions depuis sa création. Toutes ne sont pas connues pour des raisons politiques notamment.
- Prise d’otage de deux religieux français en Haïti en avril 2021[4].
- Prise d’otage par les frères Kouachi en Seine-et-Marne en 2015[3].
- Libération de quatre touristes au Yémen en 2006 : opération Jambiya[12].

## L’apparition de nouveaux enjeux
Les nouvelles technologies apportent aujourd’hui de nouveaux types de risques sur lesquels les négociateurs peuvent aussi être appelés, notamment en matière de cybercriminalité . Les négociateurs peuvent se mettre au service des entreprises pour négocier avec les cybercriminels aux côtés de la direction informatique et éviter ainsi la perte de données sensibles ou des fuites de données.